# Florus van Lyon
Florus van Lyon (Latijn: Florus Lugdunensis) was een diaken die in de eerste helft van de 9e eeuw in Lyon leefde. Hij leidde daar het scriptorium. Hij was een kerkelijk schrijver. Hij werd waarschijnlijk kort voor 810 geboren. Er is geen betrouwbaar bewijs dat hij nog leefde na januari 859, zodat zijn dood rond het jaar 860 kan worden geplaatst.
Als een van de meest briljante geesten van zijn tijd schreef hij verhandelingen over liturgie en theologie. Ook hield hij zich bezig met kritisch onderzoek van de Latijnse vertalingen van de bijbelse teksten en van de pseudo-augustijnse teksten die hij heel precies ontdekte. Hij schreef enkele gedichten en stelde een indrukwekkende compilatie van de kerkvaders samen over gedefinieerde onderwerpen (de brieven van Paulus, een 12e-eeuws afschrift van de brief aan de Romeinen en de eerste brief aan de Korintiërs wordt als Hs. 202 bewaard in de Universiteitsbibliotheek Utrecht). Hij had enige kennis van het Grieks, iets wat in zijn tijd zeldzaam was. Ook kende hij een klein beetje Hebreeuws. Hij leidde het scriptorium in Lyon, waar hij edities van vele teksten produceerde: we hebben aan Florus van Lyon de overdracht van een aantal oude teksten te danken: vooral de Latijnse versie (de enige complete) van Irenaeus' Adversus Hæreses en fragmenten uit het verloren werk Contra Fabianum van Fulgentius van Ruspe.
Meer dan duizend jaar vergeten werd hij mede dankzij het werk van Célestin Charlier, O.S.B., in het midden van de twintigste eeuw herontdekt. Latere studies beginnen te voorzien in de eerste kritische uitgaven van zijn werken.